# Ржевка (исторический район)
Рже́вка — исторический район на востоке Санкт-Петербурга. Расположен на территории Красногвардейского административного района. На юго-западе граничит с историческим районом Пороховые.
Поселение в этом месте возникло в 1730-х годах. Название получило от землевладельца — капитана Ржевского. Первоначально называлась Ржевской слободой. Вошло в территорию города примерно в 1930-х годах.
С историческим районом связаны названия железнодорожной станции Ржевка, муниципального округа Ржевка, аэропорта «Ржевка», нежилой зоны Ржевка, Ржевского лесопарка, бывшего универмага «Ржевский», Ржевской площади, Ржевской улицы, а также название жилого района Ржевка-Пороховые, не граничащего непосредственно со Ржевкой.